# 坎贝尔·沃尔什
坎贝尔·沃尔什（英語：Campbell Walsh，1977年11月26日—），英国nanz 皮划艇运动员。他曾代表英国参加2004年和2008年夏季奥林匹克运动会皮划艇比赛，其中2004年奥运会获得一枚银牌。